# Goßlers Park

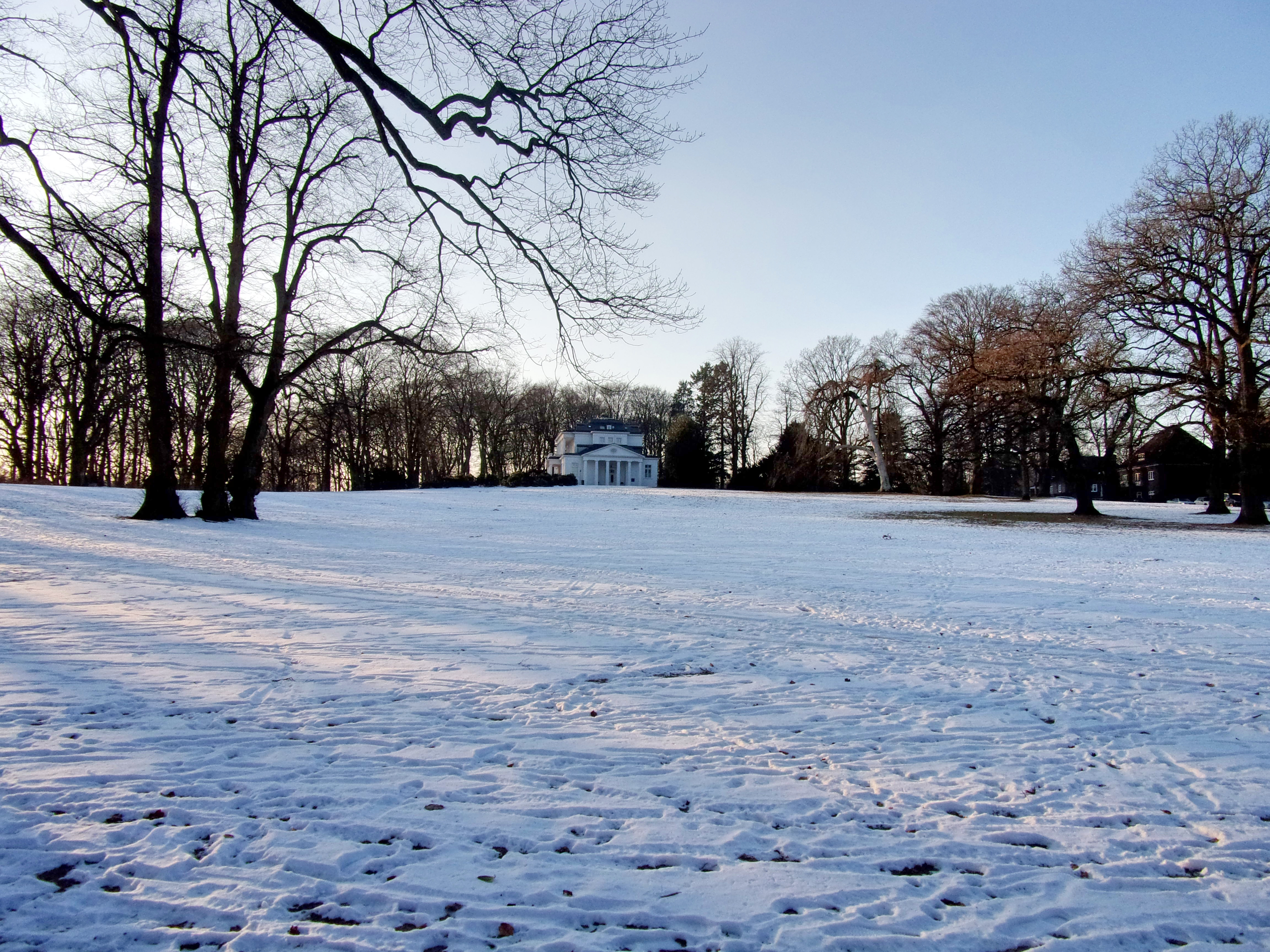
Goßlers Park und Goßlerhaus im Winter

Goßlers Park ist ein Park im Hamburger Stadtteil Blankenese. Er liegt nördlich der Blankeneser Landstraße in der Nähe des Blankeneser S-Bahnhofs. 
Im Jahre 1790 wurde das Gebiet auf dem Krähenberg vom Kaufmann John Blacker erworben, der einen englischen Landschaftsgarten anlegen ließ. Spätere Besitzer waren Daniel Roß (1776–1840) und anschließend der Namensgeber John Henry Goßler.
Seit 1924 ist der Park in öffentlichem Besitz.
Auffällig in dem Park ist das auf einer Anhöhe liegende weiße, klassizistische „Goßlerhaus“. Es wurde von dem Landbaumeister für Holstein und Altona Christian F. Hansen für John Blaker 1794 als Landhaus erbaut. John Henry Goßler ließ es erheblich umbauen und nach einem Brand wieder errichten. Die Straße Goßlers Park führt durch den Park.
Park und Goßlerhaus stehen unter Denkmalschutz.

## Historisch
Der Hamburger Kaufmann Wilhelm Gossler bewohnte im Sommer im heutigen Stadtteil Hamburg-Hoheluft-West ein Landhaus, das er sich von Auguste de Meuron 1856 hatte bauen lassen. Die dazu gehörende Parkanlage wurde „Gosslers Park“ genannt. Das Gelände reichte vom heutigen Abendrothsweg bis zur Neumünsterschen Straße und vom Falkenried bis zur Hoheluftchaussee. Nach dem Tod von Wilhelm Goßler 1895 wurde das Gelände parzelliert, und es entstanden Wohnhäuser.
Der Hamburger Kaufmann Johann von Berenberg-Gossler ließ sich 1881 im heutigen Stadtteil Hamburg-Niendorf ein Landhaus bauen. Der dazugehörige 20 ha große Park wurde „Gosslers Park“ genannt. 1965 wurde das Gelände an die öffentliche Hand verkauft.